# Anna Johansson (författare)
Anna Johansson, född 1980 i Kalmar, är en svensk författare.